# 볏서발린제넷
볏서발린제넷(Genetta cristata)은 사향고양이과에 속하는 제넷고양이의 일종이다. 나이지리아와 카메룬에서 서식하는 작은 육식 동물이다. 서식지 감소로 개체군이 감소 추세에 있기 때문에 IUCN 적색 목록에 취약종(VU, vulnerable species)으로 지정되어 있다.
카메룬 맘페 지역에서 처음 기록되었으며, 초기에는 서발린제넷(Genetta servalina)의 아종으로 간주했다. 그러나 현재는 별도의 종으로 분류하고 있다.

## 멸종 위협
볏서발린제넷은 서식지 감소로 멸종 위험에 놓여 있다. 볏서발린제넷이 가장 많이 서식하는 주요 서식지인 콩고강 주립 숲이 경작지로 전환되었고, 나이저 강 삼각주는 산유 지역이다.